# موسيقى روسيا
الموسيقى الروسية بدأت مع الإنشاد الديني الترانيم الكنسية.ومن ثم أصبح بعض الموسيقيون الروس ينتقلون بين إيطاليا وفرنسا التين كانتا سباقتين في الموسيقى في القرن الخامس عشر.وفي بداية القرن التاسع عشر كان الشعب الروسي يختص بموسيقى وألحان واناشيد واغان شعبية ورقصات فلكلورية وله الات وترية وهوائية وايقاعية وله شعراء يكتبون الأغاني وينشدون الاشعار. ويشار إلى أن الالحان الدينية قد تكونت من عهد بعيد وقد سايرت هذه الالحان إلى حد ما الموسيقى الشعبية وسارت إلى جانبها ولما كان استعمال الالات الموسيقية محرم من قبل الكنيسة الاورثوذكسية أصبح الغناء الجوقي مجردا من الاصطحاب الذي حلت مكانه تلك الأصوات المستقاة الاخاذة واخصها تلك الطبقة الجهيرة التي بلغت من انخفاضها إلى درجة (اللا) وهي من أقصى حدود الأصوات الجهورة. وان هذا النمط من العزف والغناء لا يخلو من الحركة وبناؤه لا يستند على البناء الموسيقى المعهود لدى الشعوب في تراثهم.وكانت أهم المدن في انتشار الموسيقى في روسيا هي مدينة سانت بطرسبورغ حيث انتشر الموسيقيون يحيون الحفلات الموسيقية في مسارح وشوارع المدينة بشكل كبير.

## بعض أشهر الموسيقين الروس في القرن التاسع عشر
لقد شهد القرن التاسع عشر ولادة ستة فنانين كبار كانوا سبباً رئيساً في ازدهار الموسيقى الروسية وبدأوا بإنشاء مدرسة موسيقية علمية وضعت روسيا في مكانة لائقة بين الدول المتطورة في هذا المجال.
وأهم موسيقي القرن التاسع عشر في روسيا:
- غليتكا 1857-1804 وهو أحد الارستقراطيين الذين ادخلوا الموسيقى الحوذية إلى المسرح الامبراطوري بسانت بطرسبرغ فوقعت أول بوريته (الحياة لاجل القيصر)وهو يعتبر أول مدرسة موسيقية ومؤسس ججالموسيقى الروسية دد.
- بورودي 1887-1834 وكان طبيباً واستاذاً للكيمياء إلا أن نشأته العلمية هذه لم تبعده عن هوايته وهي الموسيقى وتأليف الالحان.
- مودست 1881-1839 كان ضابطاً بالحرس القيصري الروسي إلا انه تعلم كل ما يتصل بحرفة الموسيقى واستطاع أن يصل إلى آفاق خيالية في عالم الصوت. ولقد تأيد مجده بفضل افتتاحية الاوبرا التي لم تتم (كوفا نشينا) إلى جانب أبوريته (بوريس بودنوف).
- سيزار كيوي 1916-1835 وهو من اصل فرنسي بلغ رتبة جنرال وكان مهندساً واستاذاً للشخصيات العسكرية ألف مجموعة من الأوبريات منها اوبرا لالون.
- بالاكريف 1836 مؤلف (فانتازية شرقية) وهي ما اعجب بها عازفو البيانو ممن يستهويهم بروز الإيقاع وتنوع الألوان والتشكيلات الصوتية، وكان عازفاً ماهراً على آلة البيانو.
- كورساكوف كان أحد ضباط البحرية إلا انه امارس الموسيقى التي تعتبر بعيدة عن اختصاصه كعسكري، حيث علم نفسه الموسيقى واستطاع فيما بعد أن يؤلف كتباً أصبحت أشهر كتب التعليم الموسيقي في روسيا وأهمها مبادئ التوزيع الاوركسترالي. وقد استطاع أيضاً ان يجني ثمار تجاربهم عندما عينوه استاذاً للتأليف بكونسر فتوار في سانت بطرسبرغ وكان وقتئذ لا يعرف شيئاً من العلم الموسيقي الأكاديمي إلا انه حاول أن يختط لنفسه منهجاً من خلال التجارب والاطلاع ويميله على تلامذة الموسيقى ومن مؤلفاته أيضاً كتاباصول دراسة الالات الموسيقية.

وقد أصبح هذا الكتاب واحداً من أهم الكتب المدرسية في دراسة الموسيقى اما عن أعماله الموسيقية فاشهرها غادة الثلج والديك الذهبي والسيمفونيات المهمة هي شهرزاد وعنتر ونزوة أسبانية.
- تشايكوفسكي 1840-1894 درس المحاماة ولكنه تحول إلى الموسيقى في الثالث والعشرين من عمره حيث بدأ دراستها في المعهد الموسيقى الذي كان يرأسه روبنشتاين كما قام بجولة في فرنسا وإنجلترا وألمانيا ونال نجاحاً كبيراً واحتك بثقافتهم الموسيقية وكان يعزف ويؤلف ويدرس ويطلع حتى استوعب الموسيقى الغربية وكشف عن اسرارها.ومن أهم مؤلفاته بحيرة البجع وكسارة البندق وحسناء الغابة كذلك بعض الافتتاحيات كروميو وجوليت وهاملت، يضاف إلى ذلك انه كان لتشايكوفسكي دور في الغناء الاوبرالي حيث وضع اوبرا اوجين وانجين واوبرا الساحرة ولقد اصاب شهرة واسعة عن طريق تأييد الارستقراطيين ممن كانوا يحتقرون المادة الموسيقية التي تقوم على الفن الشعبي.
- انطوان روبنشتاين 1830 يعتبر من أشهر عازفي البيانو ومن أكثر الناس تدرجاً في المناصب في معاهد الموسيقى فقد كان مديراً لحفلات القصر في بطرسبرغ ثم مؤسساً ومديراً للكونسرفتوار وكان كثير الاسفار خارج روسيا بمهمات متعددة أهمها نشر الثقافة الموسيقية، كذلك فان له مؤلفات معروفة ومتعددة منهابرج بابل وموسى، الفردوس الضائع كما يشار إلى أنه وضع الحاناً اوركسترالية منها ست سيمفونيات واشهرها الفتنازيا البطولية ودون كيشوت وفوست كما الف الحان القصر.

## بعض أشهر الموسيقين الروس في القرن 21
- إيغور كروتوي